# 维亚切斯拉夫·沃罗比约夫
维亚切斯拉夫·米哈伊洛维奇·沃罗比约夫（俄语：Вячеслав Михайлович Воробьёв；1950年6月26日—2022年11月12日）是苏联和俄罗斯的一位考古学家、历史学家、文化学家、公众人物、教师、诗人。2016年至2021年擔任俄羅斯聯邦參議員弗拉基米尔·卢金的助理。